# 한국사회학회
한국사회학회(韓國社會學會, Korean Sociological Association, KSA)는 대한민국의 사회학 학회이다. 사회학 연구 및 문화 진흥 활동을 통해 한국의 사회 및 문화 발전에 기여하기 위해 만들어졌다. 1957년 5월 5일 설립 총회를 열었으며 초대 회장은 이상백이다. 공식 학술지로 《한국사회학》을 발간하고 있다.

## 같이 보기
- 한국사회학

## 주요 업무
- 연구발표회 및 학술사업 연구
- 학회지의 발간
- 국내외 학계와의 교류 및 협조
- 사회학적 관점의 문화예술 교류 및 정책 연구